# Christina Grimmie
Christina Victoria Grimmie (* 12. März 1994 in Marlton, New Jersey; † 10. Juni 2016 in Orlando, Florida) war eine US-amerikanische Sängerin, Schauspielerin, Pianistin und Songwriterin. Bekannt wurde sie über die Video-Plattform YouTube, auf der sie Videos unter dem Namen zeldaxlove64 veröffentlichte. Sie coverte vor allem Chartlieder bekannter Künstler wie Demi Lovato, Selena Gomez, Christina Aguilera und Miley Cyrus.

## Werdegang
Bekannt wurde Grimmie durch ein Video mit dem Sänger Sam Tsui, in dem beide das Lied Just a Dream von Nelly coverten. Das Video verzeichnete Anfang September 2021 mehr als 200 Millionen Aufrufe auf dem Kanal des Produzenten Kurt Hugo Schneider sowie über 21 Millionen Aufrufe auf Grimmies eigenem Kanal auf der Videoplattform YouTube. Dieser hatte im Januar 2019 über 584 Millionen Video-Aufrufe und rund 3,9 Millionen Abonnenten. Der am 9. Februar 2009 veröffentlichte Kanal erhielt mehrere Auszeichnungen der YouTube-Plattform. Ihr Manager war Brian Teefey, der Stiefvater von Selena Gomez.
Ab Mitte Juni 2011 wurde ihr erstes Album Find Me über iTunes vermarktet; kurz zuvor war ihre erste Single Advice auf Radio Disney erstmals präsentiert worden. In der zweiten Jahreshälfte 2011 tourte sie gemeinsam mit Selena Gomez. Grimmie nahm 2014 an der sechsten Staffel der amerikanischen Version von The Voice teil und belegte den dritten Platz. Am 21. Februar 2016 erschien ihre zweite EP Side A mit vier eigenen Songs.

## Tod
Nach einem Konzert am Abend des 10. Juni 2016 in Orlando, Florida, wurde Grimmie bei einem Meet & Greet mit Fans von dem 27-jährigen Kevin James Loibl aus Saint Petersburg, Florida, angegriffen, der mehrfach auf sie schoss und sie unter anderem mit einem Kopfschuss schwer verletzte. Ihr Bruder Marcus Grimmie rang den Schützen unmittelbar nach der Schussabgabe zu Boden, letzterer konnte sich jedoch befreien und tötete sich selbst durch einen Kopfschuss. Christina Grimmie wurde in ein Krankenhaus in Orlando gebracht, wo ihr Tod gegen 23 Uhr Ortszeit festgestellt wurde.
Der Täter führte zwei Schusswaffen, zwei volle Magazine und ein Jagdmesser bei sich. Diese waren bei der Sicherheitskontrolle übersehen worden.
Das Motiv für den Angriff konnte nicht vollständig aufgeklärt werden. Die zuständige Polizeibehörde nahm zunächst an, dass der Täter geistig verwirrt gewesen sei, verwies aber auch auf die noch ausstehende Auswertung von Telefon und Computer des Schützen, die weiteren Aufschluss hätte bringen können. Im Abschlussbericht erklärte die Polizei, dass es sich bei Loibl um einen Einzeltäter mit einer Fixierung auf Grimmie gehandelt habe, und sprach von „unrealistischer Vernarrtheit“.

## Postume Veröffentlichungen
2016 wurde der Film The Matchbreaker, in dem sie eine Hauptrolle spielt, postum veröffentlicht.
Im April 2017 veröffentlichte ihre Familie eine weitere EP mit dem Namen Side B. Diese enthält vier weitere Songs, die Grimmie bereits produziert hatte. Dazu zählt auch eine neu abgemischte Version ihres The-Voice-Songs I Won’t Give Up. Die Single Invisible wurde im Voraus ausgekoppelt und erschien bereits am 16. Februar 2017. Am 9. Juni 2017 veröffentlichte Grimmies Familie das Album All is Vanity mit zehn Songs; die drei Songs aus der Side B-EP sind ebenfalls enthalten.

## Trivia
Die zehnte Episode der US-amerikanischen Krimi-Dokumentationsreihe The Stalker Files behandelt die Umstände von Grimmies Ermordung.

## Filmografie
- 2016: The Matchbreaker

## Diskografie
Alben
- Find Me (EP, 2011)
- With Love (2013)
- Side A (EP, 2016)
- Side B (EP, 2017)
- All is Vanity (2017)

Singles
- Hold On, We’re Going Home (2014)
- How to Love (2014)

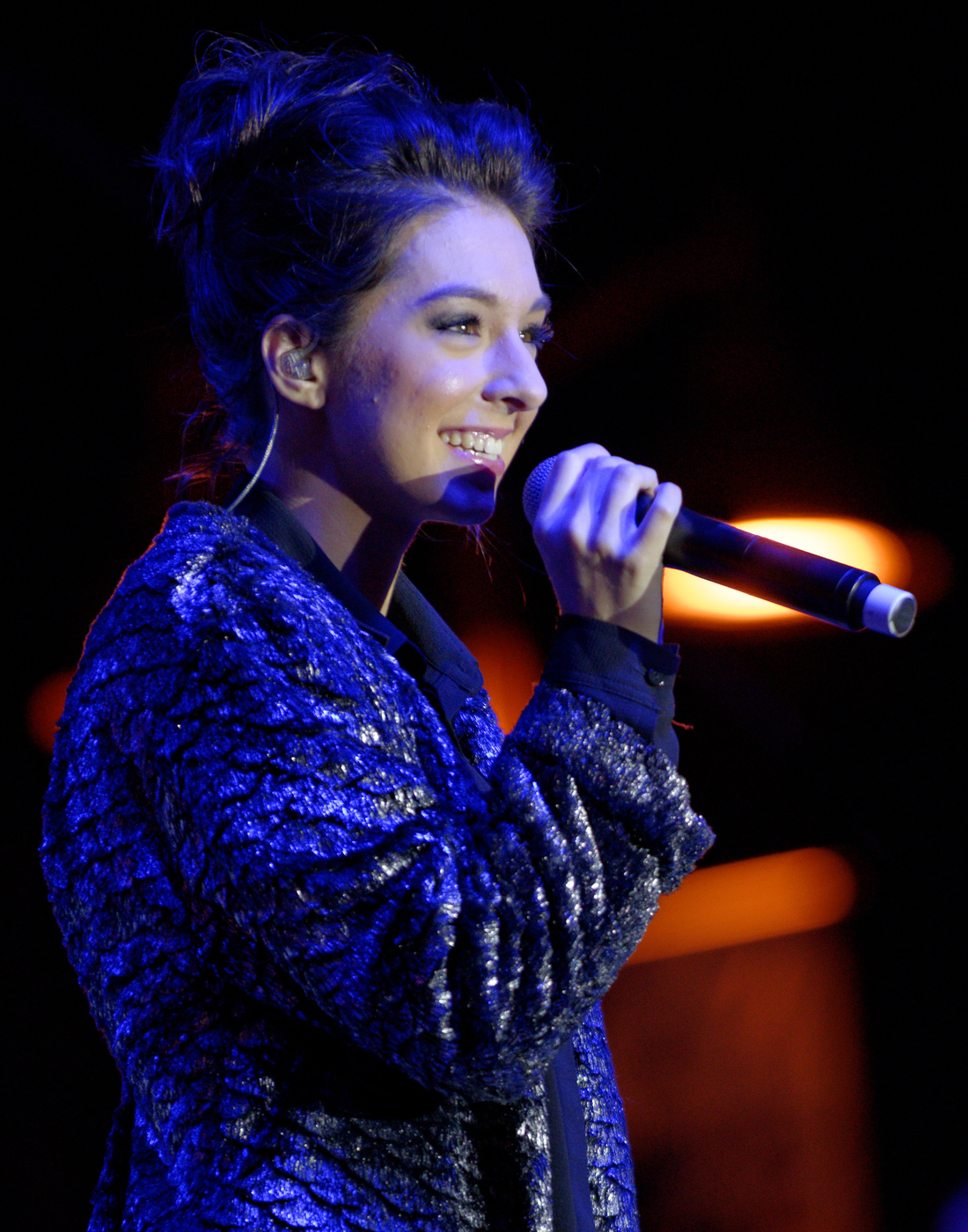
Christina Grimmie (2014)

- Somebody That I Used to Know (mit Adam Levine, 2014)
- Can’t Help Falling in Love (2014)
- Must Be Love (2014)
- Cliché (2015)
- Stay with Me (mit Diamond Eyes[11]) (2015)
- Shrug (2015)
- Love Song to the Earth (2015; Verkäufe: + 11.000;[12] als Teil von Friends of the Earth)
- Invisible (2017)
- Little Girl (2018)
- Hold Your Head Up (2019)
- Cry Wolf (2020)